# 生活者
生活者とは、多様な価値観を持って、多様な生活行動をする者のこと。社会学、経済学などの分野で使用される。

## 概要
社会という相互作用の場に存在する人間を指し示す言葉で、経済学の分野では、1940年代から大熊信行が使用している。
マーケティングにおいて、商品やサービスをただ消費する単位として、消費者と言うのに対し、販売促進のターゲットを生活者とみると、そのアプローチの方法やイメージ、アイデアなども大きな広がりを持つようになる。
顧客、消費者より幅広い概念として用いられる。アメリカの未来学者アルビン・トフラーの言ったプロシューマー（生産を行う消費者）に相当する。

## 定義
- 天野正子(1996)『「生活者」とはだれか』中公新書、129ページ。
  - 生活者とは、生活の基本が「自己生産であることを自覚しているもの」であり、「時間と金銭における必要と自由を設定し、つねに識別し、あくまで必要を守りながら」、大衆消費社会の「営利主義的戦略の対象としての、消費者であることをみずから最低限にとどめよう」とする人びとである。

- 石川弘義・上村忠・穂苅亘(1994)『生活者市場論』中央経済社。
  - 生活者は、真に欲するものを最も安い価格で買うことで最大の効用を得ることができる。